# Jeppe Aakjær

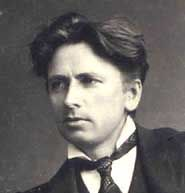
Jeppe Aakjær

Jeppe Jensen Aakjær, född 10 september 1866, död 22 april 1930, var en dansk författare. Aakjær kom från Jylland där han växte upp i ett fattigt lantbrukarhem. Han skrev romaner, men även lyrik med motiv från hembygden. Jeppe Aakjær var 1893-1900 gift med författarinnan Marie Bregendahl.
Dikten Aften (Stille, Hjerte, Sol gaar ned) från Ræbild-Kantate ingår i Danmarks kulturkanon.

## Biografi
Jeppe Aakjær föddes den 10 september 1866 på Aakjær i Fly socken på Jylland. Hans far hade politiska intressen, var demokrat och var något av en fritänkare, vilket fick betydelse för sonen. Modern var enkel, men starkt känslobetonad och återverkade med sin sång på sonens litterära inriktning.
Aakjær utbildades till folkskollärare, var först elev, sedan lärare vid folkhögskolor, tog 1895 studentexamen och ägnade sig efter några års universitetsstudier åt författarskap. I Johan Skjoldborgs anda och i viss mån med Robert Burns, som han tolkat med kongenialitet, och än mer Steen Steensen Blicher som förebilder blev Aakjær den jylländska naturens beundrande förklarare och den jylländska allmogens förtrolige skildrare.
Det var främst som lyriker Aakjær skapade sig en betydande position i dansk litteratur, föremål för uppskattning från de mest skilda håll, både den estetiska finsmakaren och de breda folklagren. Även som skald var han inte sällan en stridsman, men det mest uppskattade i hans lyriska verk är de dikter, som inspirerats av hemmet och den jylländska landsbygden, dess folk och natur.

## Författarskap
Diktsamlingarna Derude fra Kjærene (1899), Fri felt (1905), Rugens sange (1906), Muld og malm (1909), Den sommer og den eng (1911), Vejr og vind og folkesind (1916) och Hjærtegræs og ærenpris (1921) fylls av en mänskligt innerlig och djup lyrik, rik på kraftigt och originellt uttryckta stämningar; hans dikter har i rikt mått blivit tonsatta. Prosaberättelserna Bondens sön (1899), Vadmelsfolk (1900), Fjandboer (1901), Vredens børn (1904), Fra jul til St. Hans (1905), Paa aftægt (1906), Hvor bönder bor (1908), Jens Langkniv (1915), Hvor der er gjærende kræfter (1916), En skarns præst og andre syndere (1917) m.fl. är till stor del socialt betonade, fulla av angrepp på de missförhållanden, som de fattiga lantarbetarna och deras familjer led under, och burna av stark medkänsla. 
Som ingen annan författare kände Aakjær dessa trakter och deras befolkning, och han är en av de ursprungligaste och kraftfullaste av Danmarks författare från den tidiga 1900-talet. Hans skådespel (Ulvens sön, 1909, Naar bönder elsker, 1911 m.fl.) ses dock som tekniskt misslyckade. Steen Steensen Blichers livstragedie (tre band, 1903-1906) är en imponerande samling biografiska dokument. I Liv og sang (1916) ges ett urval av hans poesi. Aakjær gav även ut Fræ wor hjemmen (1902), jylländsk dialektdiktning, Jydsk stævne (s.å.), en jylländsk prosaantologi, och den självbiografiska Mit regnebræt (1919).